# معركة حديثة
معركة حديثة حدثت المعركة بين القوات الأمريكية وأنصار السنة في أوائل أغسطس 2005 على مشارف مدينة حديثة بالعراق، والتي كانت واحدة من العديد من البلدات التي كانت تحت سيطرة المتمردين في وادي نهر الفرات خلال عام 2005.
بدأت المعركة عندما فوجئت فرقة من المشاة البحرية الأمريكية المكونة من ثلاثة رجال (المراقبة، الهدف، الاستحواذ) أنه تمت مهاجمتهم من خلال قوة متمردة صغيرة، تم العثور على جميع الرجال الستة المتمردين قتلى بعد المعركة.
بعد يومين من الهجوم، شنت القوات البحرية عملية الضربة السريعة لتقليل وجود المتمردين في منطقة حديثة، واصطدمت مركبة هجومية برمائية تابعة لمشاة البحرية بقنبلة كبيرة على جانب الطريق، مما أسفر عن مقتل 15 من بين 16 جندي أمريكي كانوا على متنها.

## بداية المعركة
في صباح الأول أغسطس 2005، هوجمت قوة متمردة صغيرة من جماعة أنصار السنة فريقين من قوات الاحتياط التابعة لقوات مشاة البحرية الأمريكية على مشارف مدينة حديثة، وفي لحظات تم اجتياح المنطقة بواسطة المسلحين. قُتل خمسة من أفراد الوحدة المشاة البحرية وكان أحدهم مفقودًا كان قناصاً وكان من المأمول في البداية أنه قد تمكن من الهرب، وفي وقت لاحق ورد أنه شوهد حياً لكنه أصيب بجروح واقتيد في شوارع حديثة مكبل اليدين من قبل المتمردين.

## نهاية المعركة
في 1 أغسطس 2005، احتجزت شركة ليما رجلين «في سن الخدمة العسكرية» في المنزل المجاور للموقع الذي قتل فيه القناصة وجدت كميات كبيرة من الدم في المنزل. ونُقل هذان الرجلان العراقيان جوا إلى قاعدة عين الأسد الجوية للاستجواب. وفي أواخر 2005، قامت شركة ليما بمداهمة نفس المنزل واعتقلت سبعة رجال عراقيين. وعثر على مخبأ كبير للأسلحة الخفيفة والمتفجرات مدفون خلف المنزل. كما تم نقل هؤلاء الذكور العراقيين إلى قاعدة عين الأسد الجوية حيث اعترف ستة منهم فيما بعد بقتل القناصة الامريكيين.
في سبتمبر 2005، حاصرت الكتيبة الثالثة، ثالوث مناطق الحديثة (حديثة، بروانة، الحقلانية) تم إعلان في المدينة على أنها ستكون معركة أخرى مشابهة لمعركة الفلوجة، أي قتال ثقيل من منزل إلى منزل.
في أوائل عام 2006، تمت محاكمة ثمانية رجال عراقيين متورطين في حادثة القناصين أمام محكمة عراقية في بغداد، وأدينوا بذلك وأعدموا بعدها. تمت الإشارة إلى هذه المعركة في فيلم وثائقي بعنوان "Combat Diary: The Marines of Lima Company" والذي تم عرضه لأول مرة في مايو 2006.